# XI Legislatura da Terceira República Portuguesa
A XI Legislatura foi a legislatura da Assembleia da República de Portugal, resultante das eleições legislativas de 27 de setembro de 2009. A primeira reunião plenária decorreu no dia 15 de outubro, data em que Jaime Gama foi reeleito presidente da Assembleia da República.

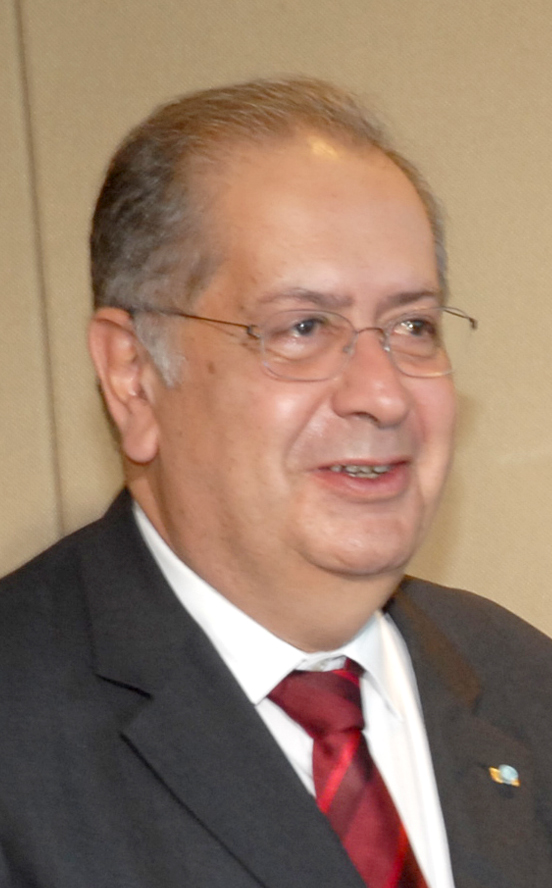
Jaime Gama, Presidente da Assembleia da República
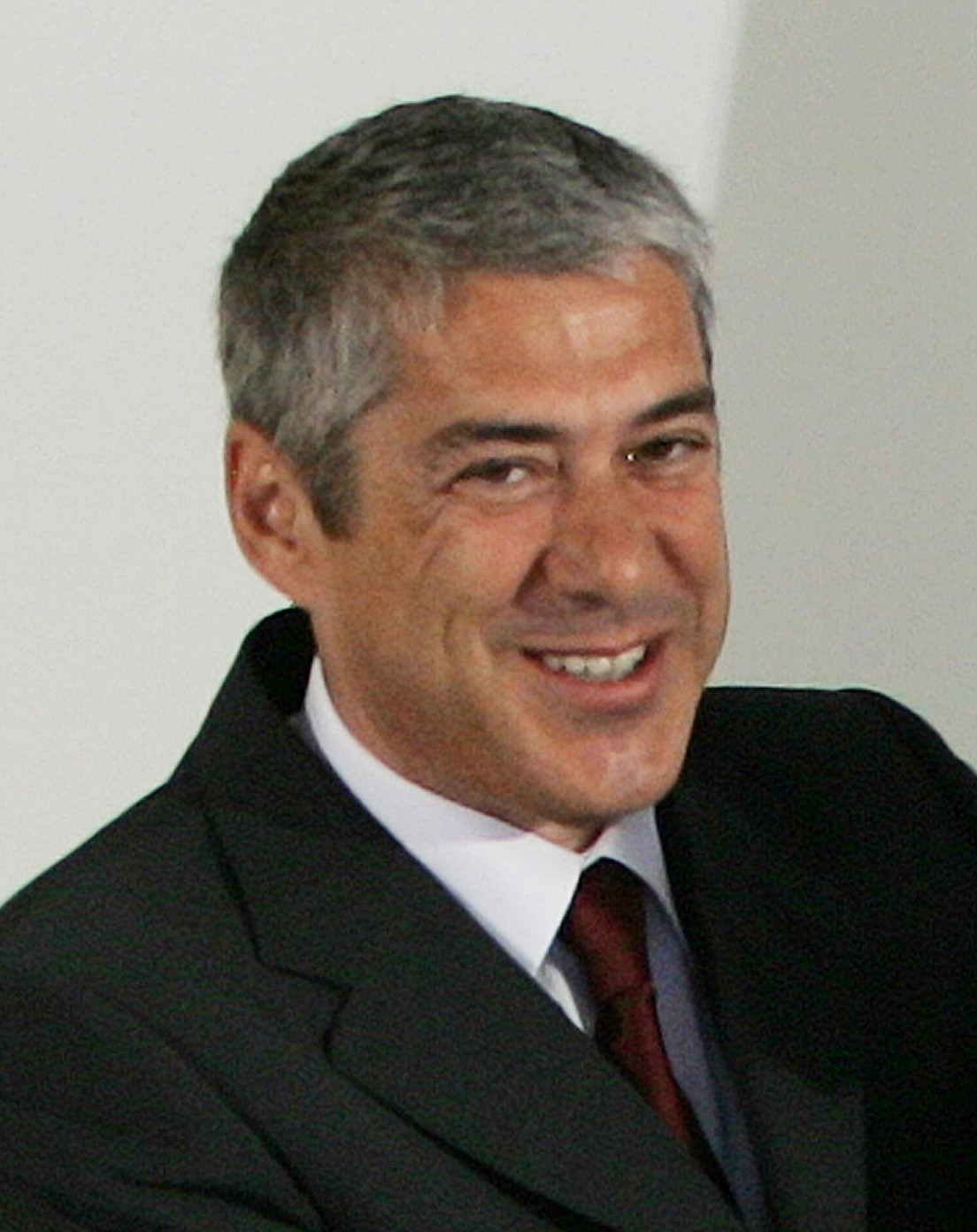
José Sócrates, Primeiro-ministro do XVIII Governo

## Composição da Assembleia da República
| Fonte: | Partidos | Partidos                             | Partidos                       | Partidos                    | Dep. | Votos     | %      |
| Fonte: |          | Partido Socialista                   | Partido Socialista             | Partido Socialista          | 97   | 2 077 238 | 36,56% |
| Fonte: |          | Partido Social Democrata             | Partido Social Democrata       | Partido Social Democrata    | 81   | 1 653 665 | 29,11% |
| Fonte: |          | CDS – Partido Popular                | CDS – Partido Popular          | CDS – Partido Popular       | 21   | 0 592 778 | 10,43% |
| Fonte: |          | Bloco de Esquerda                    | Bloco de Esquerda              | Bloco de Esquerda           | 16   | 0 557 306 | 09,81% |
| Fonte: |          | CDU – Coligação Democrática Unitária |                                | Partido Comunista Português | 13   | 0 446 279 | 07,86% |
| Fonte: |          | CDU – Coligação Democrática Unitária | Partido Ecologista “Os Verdes” | 02                          |      | 0 446 279 | 07,86% |

## Casos especiais de deputados
Entre os deputados desta legislatura contam-se casos especiais fora do âmbito exclusivo do partido pelo qual foram eleitos. Estes deputados têm por vezes direito a liberdade de voto mesmo quando a bancada parlamentar do partido pelo qual foram eleitos tem disciplina de voto.
Nestes casos especiais incluem-se:
| deputado                  | partido pelo qual foi eleito | partido pelo qual foi eleito | caso especial | caso especial                        |
| ------------------------- | ---------------------------- | ---------------------------- | ------------- | ------------------------------------ |
| Miguel Vale de Almeida    |                              | Partido Socialista           |               | independente                         |
| João Galamba              |                              | Partido Socialista           |               | independente                         |
| Inês de Medeiros          |                              | Partido Socialista           |               | independente                         |
| Duarte Cordeiro           |                              | Partido Socialista           |               | Juventude Socialista                 |
| Maria do Rosário Carneiro |                              | Partido Socialista           |               | Movimento Humanismo e Democracia     |
| Teresa Venda              |                              | Partido Socialista           |               | Movimento Humanismo e Democracia     |
| Pedro Rodrigues           |                              | Partido Social Democrata     |               | Juventude Social Democrata           |
| António Leitão Amaro      |                              | Partido Social Democrata     |               | Juventude Social Democrata           |
| Vânia Jesus               |                              | Partido Social Democrata     |               | Juventude Social Democrata - Madeira |
| Amadeu Albergaria         |                              | Partido Social Democrata     |               | Juventude Social Democrata           |
| Francisca Almeida         |                              | Partido Social Democrata     |               | Juventude Social Democrata           |
| Nuno Reis                 |                              | Partido Social Democrata     |               | Juventude Social Democrata           |
| Luís Menezes              |                              | Partido Social Democrata     |               | Juventude Social Democrata           |
| Carla Barros              |                              | Partido Social Democrata     |               | Juventude Social Democrata           |
| Carina João               |                              | Partido Social Democrata     |               | Juventude Social Democrata           |
| Michael Seufert           |                              | CDS – Partido Popular        |               | Juventude Popular                    |